# Villebaudon
Villebaudon település Franciaországban, Manche megyében. Lakosainak száma 325 fő (2022. január 1.). Villebaudon La Haye-Bellefond, Beaucoudray, Maupertuis, Moyon-Villages és Percy-en-Normandie községekkel határos.

## Népesség
A település népessége az elmúlt években az alábbi módon változott:
| Lakosok száma | 378  | 321  | 317  | 282  | 326  | 324  | 310  | 316  | 320  | 325  |
|               | 1968 | 1982 | 1990 | 2006 | 2013 | 2015 | 2017 | 2019 | 2020 | 2022 |